# Битва при Ресаене
Битва при Ресаене — битва между персами и римлянами, произошедшая в 243 году.
В 242 году новый император Гордиан III открыл врата храма Януса, тем самым ознаменовав начало войны с персами, и лично отправился на восток, с фактическим начальником персидской кампании Тимесифеем к другому префекту претория, Гаю Юлию Приску. Затем Гордиан со своей армией прошёл Евфрат, несколько раз разбил персов и захватив Карры и Нисибис.
Одной из самых важных битв этого похода была битва при Ресаене, которая окончилась победой римлян и взятием города. Была отвоевана территория Месопотамии и Осроены. Однако после смерти Тимисетия римская армия потерпела поражение при Массисе, а Гордиан был убит. Его преемник Филипп Араб заключил с персами невыгодный мир.